# Myteriet på Bounty (roman)
Myteriet på Bounty är en roman från 1932 av Charles Nordhoff och James Norman Hall. Den utspelar sig under 1700-talet och handlar om skeppet HMS Bounty och hennes besättning. Den utkom först som en trilogi. Den första delen handlar om myteriet, den andra om hur kaptenen och hans besättning kämpade och överlevde i en liten båt och den tredje om myteristernas liv på Pitcairnöarna.
Boken har filmatiserats, dels med Charles Laughton och Clark Gable samt en version med Trevor Howard och Marlon Brando.

## Handling
Myteriet på Bounty inträffade den 28 april 1789. Då gjorde besättningen på det brittiska lastfartyget Bounty uppror mot befälhavaren, kapten William Bligh, som man ansåg styrde skeppet med tyrannisk regim. Myteristernas ledare var fartygssekonden Fletcher Christian. Kaptenen och 18 besättningsmän som var lojala mot honom sattes i en båt som efter ca 45 dagar nådde land.
Några av myteristerna och dess ledare slog sig ner på en ö i Polynesien, Pitcairn. Deras bosättning förblev okänd till 1808.

## Utgåvor på svenska
- 1934 Myteri! (Mutiny!)
- 1935 Kamp mot sjön (Men against the sea)
- 1936 Myteristernas ö (Pitcairn Island)
- 1941 Myteriet på Bounty (Mutiny!)
- 1948 Kamp mot sjön; Myteristernas ö (Men against the sea; Pitcairn Island)
- 1955 Myteri!, Kamp mot sjön, Myteristernas ö i en volym i "Bonniers folkbibliotek"
- 1965 Myteri! Ill. upplaga i "De Odödliga Ungdomsböckerna" (Mutiny!)
- 1966 Kamp mot sjön, ill. upplaga i "De Odödliga Ungdomsböckerna" (Men against the sea)
- 1973 Myteriet på Bounty (kortad och bearbetad utgåva i Lindblads "De klassiska ungdomsböckerna")

## Filmatiseringar
Boken filmades första gången 1935 av MGM:s som Myteri, med Charles Laughton och Clark Gable i huvudrollerna som Bligh respektive Christian. 1962 kom nästa filmatisering, Myteriet på Bounty, med Trevor Howard och Marlon Brando.